# Bukowina-Osiedle
Bukowina-Osiedle – wieś w Polsce położona w województwie małopolskim, w powiecie nowotarskim, w gminie Raba Wyżna. W latach 1975–1998 miejscowość administracyjnie należała do województwa nowosądeckiego.
Miejscowość znajduje się w Beskidzie Orawsko-Podhalańskim będącym jednym z pasm Beskidu Żywieckiego. Zabudowania i pola miejscowości zajmują rejon przełęczy Pod Żeleźnicą oraz zbocza Żeleźnicy i Bukowińskiego Wierchu.
We wsi znajduje się kapliczka Matki Bożej. Wybudowana została w latach osiemdziesiątych XX w. z inicjatywy ówczesnego sołtysa Władysława Gala, a postawiona przez mieszkańców wsi. Jest darem wdzięczności za wybudowaną drogę łączącą Bukowinę z pozostałą częścią gminy.
Od czasu swego powstania, aż do roku 1918 wieś była częścią Królestwa Węgier. Po I wojnie światowej, 5 listopada 1918 r., wieś została przyłączona do Polski. 28 listopada 1918 r. Dekretem Tymczasowego Naczelnika Państwa Józefa Piłsudskiego, przyjętym przez rząd ludowy Jędrzeja Moraczewskiego zarządzone zostały tu wybory powszechne do Sejmu Ustawodawczego na dzień 26 stycznia 1919 r. Przynależność do Polski potwierdziło 31 grudnia 1918 r. polsko-czechosłowackie porozumienie zawarte w Chyżnem wyznaczające przebieg tymczasowej granicy wprost od Babiej Góry do Tatr. Jednakże 13 stycznia 1919 r. na skutek sfingowanego rozkazu naczelnego wodza Sił Sprzymierzonych gen. Ferdynanda Focha, Wojsko Polskie otrzymało nakaz wycofania się z tego terenu i w jego miejsce wkroczyło wojsko czechosłowackie. 27 września 1919 r. Rada Ambasadorów zapowiedziała przeprowadzenie tu plebiscytu, i wiosną 1920 r. teren plebiscytowy (całość Górnej Orawy) znalazł się pod kontrolą Międzysojuszniczej Komisji Rządzącej i Plebiscytowej, ale do plebiscytu nie doszło. Decyzją Rady Ambasadorów z 28 lipca 1920 r. wieś powróciła w granice państwa polskiego.
Od 21 listopada 1939 r. do początku 1945 była okupowana przez Słowację.
We wsi używana jest gwara orawska, zaliczana przez polskich językoznawców jako gwara dialektu małopolskiego języka polskiego, przez słowackich zaś jako gwara przejściowa polsko-słowacka.
Szlaki turystyczne
 Przełęcz Spytkowicka – Łysa Góra – Leszczak – Nad Harkabuzem – Żeleźnica – Pod Żeleźnicą. Czas przejścia: 3 h
 Przełęcz pod Żeleźnicą – Podszkle – Pająków Wierch – Danielki – Orawka. Czas przejścia: 3 h